# La Banda (Córdoba)
La Banda es un barrio argentino ubicada en la comuna de San Marcos Sierras, departamento Cruz del Eje, Provincia de Córdoba. Se encuentra contigua a la cabecera comunal, sobre la margen derecha del río San Marcos.
Es una villa turística, entre sus principales atractivos se encuentran el único museo hippie del país, el camino de los Túneles, donde hay diversos puestos de artesanos. y la formación pétrea El Mogote, declarada área protegida provincial. Asimismo se promociona como un valle ecológico, siendo una de las pocas localidades que prohibicó el uso de agroquímicos.

## Población
Cuenta con 560 habitantes (Indec, 2010), lo que representa un incremento del 81,2% frente a los 309 habitantes (Indec, 2001) del censo anterior.
| Gráfica de evolución demográfica de La Banda entre 1991 y 2010 |
|                                                                |
| Fuente: Censos nacionales del INDEC                            |